# Mary Fedden
Mary Fedden OBE, (14. srpna 1915 Bristol, Anglie – 22. června 2012 Londýn, Anglie) byla britská malířka. Občas bývá označována jako dcera Roye Feddena, který je ve skutečnosti jejím strýcem. V letech 1932-1936 studovala na Slade School of Fine Arts. V roce 1951 se provdala za Juliana Trevelyana. V roce 1997 získala Řád britského impéria.